# 設計数量
設計数量（せっけいすうりょう（契約数量：けいやくすうりょう、以下「数量」）は、積算設計時算出にまた建設事業入札時使用される数量。
BOQ（Ｂ／Ｑ、英：Bill of quantities）は製造業界では製品の原価企画ならびに生産計画において重要となる概念で、タスクの作業量をあらわす指標とその作業量の一覧を指すが、建設業界では国際的な入札の際に使用される数量算出文書や数量表・数量明細書を指す。
建設事業では契約時（また変更契約時に生じた）工種/消耗材料、部品、労働人工（およびその単価）が必要で、入札時は基本的には建設または修繕の契約時の条件を詳述し、請負業者が見積を可能にする数量、長さ、面積、量、重量または労務時間等を算定することができるように、すべての事項を箇条書きする。契約金額の支払い・精算方式において日本では総額表記書面のみの提示で単一標準契約約款方式(総価一式請負契約のみ)の総価契約単価合意方式であるが、国際的な発注・契約約款等ではBoQ精算方式により単価契約を行って1カ月1回の出来形検測で月次出来高払いを行っている。
数量を準備するには、設計が完了し、仕様書が準備されている必要がある。数量は、建設作業を行うための価格を準備する入札者へ発行される。数量表は、入札者が入札用の建設費を計算する際に入札者支援となる。つまり、すべての入札契約者が（数量が図面や仕様自体から乖離させないよう）同じ数量で価格設定することになるため、入札のための正確なシステムを支える。
BOQは工事や製品の原価の企画段階と生産計画段階において重要となる概念であるが、この概念自体は19世紀末から20世紀にかけ英国などで開発されたとされ、おもに建設業の世界で用いられ、今日まで使用され続けているが、日本の工事管理や生産管理では材料費など物量と作業量を示すBOQを分けて使用する観念が希薄で材料費と労働工賃を合わせたユニット単価観念（材工共）が強いため、生産方式が通常とは違う方向に変化するとうまく原価がみえなくなる現象がみられるという。

## 数量算出
歴史的に建設費を見積もるとき発注者から委託者へ、入札者の非契約的な数量測定から開始して一括な価格設定を助けるために設計図書を提供しており、数量は施工担当とは別に積算担当者や建物価格見積作成者等によって算出されている。こうしてBOQ数量票作成は別業として開発する理由となった。
建設契約に使用される国際業務取引用にはコブラ（COBRA）という基準書がある。インフレによる材料や労働歩掛の変化に伴い、これらの本は頻繁に再出版されている。
BOQにはさまざまなスタイルがあり、主にはElemental BOQとTrade Billsがある。

### 土木工事数量算出要領
日本の直轄土木工事積算について、土木工事に係る工事数量の計算等にあたっては平成２９年度(４月版) 土木工事数量算出要領（案）（i-Construction及びCIM関係で改訂のあった工種を先行掲載）国土交通省、などを適用することとなっている。さらに都道府県などの発注土木工事についてはこの算出要領をもとにして作成された基準類が活用される。
当該施設の設計の際に数量算出したものが最終的に数量算出表・数量計算書としてまとめられる。このことは土木設計業務等共通仕様書に各発注者別で（例えば）予備設計で概略数量計算書、概算工事費等の作成を、詳細設計で設計計算書、工種別数量計算書の作成を謳っている。

### 建築数量積算基準
日本で建築積算における公示価格を作成する上で基本となる数量を算出するための計測·計算方法を定めたもので、重要な積算基準の一つ。
昭和30年代以降の建築産業の飛躍的な成長発展段階において、発注者である建築主·設計者側と受注者である請負業者サイドとの間で建築数量を中心に不合理なトラブルと醜い駆け引きが後を絶たなかったため、英国のRICS等によるSMM (Standard Method of Measurement of Building Works) を範として官民合同で作成された。1972 (昭和47)年に仮設、土工を含む｢躯体の部」、その後、「仕上の部」が順次公表された。
この基準は、時の社会状況の変化や社会的ニーズに対応するため、定期的に見直しが行われている。
最近では既存建築物等の適切な維持管理や機能向上のための改修工事のニーズに応えて、2003 (平成15)年に新たに「屋外施設等」「改修」「発生材処理」が制定され、新築工事、改修工事、外構工事等のほとんどの建築工事に適用が可能になった。
なお、設備工事に関しては、「公共建築設備数量積算基準」に基づく国土交通省大臣官房官庁営繕部監修の「建築設備数量積算基準·同解説」が公刊されている。
公共建築数量積算基準 (PDF) （公共建築工事積算研究会）【平成２９年改定 対比表】国土交通省大臣官房官庁営繕部によると、基本事項として、数量を求める対象は、「公共建築工事内訳書標準書式」において、数量の表示されている細目又はこれに準ずる細目が標準としている。また数量は、原則として設計数量とするが、計画数量及び所要数量を求める場合は所要数量であることを明示したうえでこの基準に示す方法に基づいて計測・計算するとし、材料のロス等については単価の中で考慮するとしている。
設計数量とは、設計図書に記載されている個数及び設計寸法から求めた長さ、面積、体積等の数量で、計画数量とは、設計図書に基づいた施工計画により求めた数量、所要数量とは、定尺寸法による切り無駄や、施工上やむを得ない損耗を含んだ数量としている。つまりは設計数量に所定の加工割増率・割増係数をかけた数量で、材料の切り無駄を考慮した、建設施工で必要な数量となる。鉄筋、鉄骨、木材等の数量などは市場に出回っている規格寸法があり、これらを加工して使用するものの数量を数えるときに使う。
割増率も建築積算であると鉄筋、鉄骨（鋼材やボルト）などで原則の数値と例外の数値がある。原則はH形鋼などの形鋼や鋼管などの部材で、鉄筋、ボルトなど棒状の部材に比べて切り無駄が多いとみられる。例外は、鉄筋では地中連続壁など山留め壁や杭に用いる鉄筋は、長尺をそのまま切らずに使えることが多いため、切り無駄は少なくなりまた鋼材でも広幅平鋼、切板鋼板のように幅の広いものなどは鉄骨工事専門業者が設計寸法に合わせた切板材として購入することも多いため、これらも切り無駄が少なくなる。ボルトになるとアンカーボルトもボルト、ナット、座金のセットを1本単位で購入することが多く、そのためロスが生じないといえ、それぞれ流通加工を加味した割増率が定められている。
なお、建築数量積算基準は改定されることもあるため、鉄骨などでも例えばデッキプレートなどのように平成29年版から設計数量に基準改定される場合もある（「デッキプレートの数量は、設計図書により計測・計算する。」）。ただしプレートなど設計数量の計測を行うものも切り無駄等が生じるものがあるが、これらは単価などで調整することになる。
そして設計寸法とは、設計図書に記載された寸法、記載された寸法から計算によって得られる寸法及び計測器具により読み取ることのできる寸法としている。

### BOQの変更
BOQには偶発債務がある。この項は、契約中に予測不能なコストが発生する可能性があることを示している。
これには2つのタイプがある。第1のものは、特定の項目、例えば、「前記シャワーユニットを設置際のサービスに追加変更」など、既存のサービスへの変更の項目は数量内に含まれていないが、一部の作業が想定されるものである。2番目のタイプは、上記の例と同じ方法で、または契約管理者の要求に応じて請負業者が行う追加作業として使用される数量であり、追加資金を割り当てることができる。第1のものは通常顧客のPQSによって、第2のものは請負業者の積算または会計担当（または営業的なマネージャー）によって算出される。
追加要件は部品表（BOM）で表されている。工事や製造の原価は材料費や人件費（労務費）とその経費の三つの部分からできているが、このうち購入材料費の推算はこのBOMを基礎とし、製品をBOMで展開すると各部品の所要量が算出されこれに標準単価を利用して材料費を配賦できる。
一方で人件費などは業種や生産方式によって異なり、プロセス生産方式をとる業種では個別のどの工程について何時間労働したかという集計はできにいため、総生産量中の比率で固定した人件費を求めるなどの方法がある他、製品により個別性の強い業種である建設業のような製造過程の現場では繰返す単純作業状況は少なく、また主に個別受注生産であることから項目ごとの標準構成を決めることが難しい。このため労働時間の作業量をあらわす指標をもつBOQを利用して、個別にみれば様々である作業工程でも全体の作業員労働時間をBOQで単位あたり量を見出し、設計図等から所用の材料量等を拾い出して表とし、BOQで合計を算出することができる。このとき合計は、材の材料費用には必ずしも比例していない。
BOQは、実際にすべてのコストが考慮され、すべてのコストとの関係においては透明性が生じている。
当該時に情報量が不足している場合、随時スケジュールまたは既知レートに基づく合計額で算出がなされるが、これは当然のことながら契約に依存される。時期などがそれほど配慮問題とはならない通常のものならば、コストの確実性を向上させる。
発注から完了までおよびそれ以降も、BOQは積算のみならず原価計算作業のすべての段階をカバーするが、これにはその都度すべての作業、材料および請負業者が提供するあらゆるコスト関連の条件が含まれて予備段階で行われる。
契約者は、記載された項目に対して料金を入力することになるが、今後の産業においては期間と進捗にもとづく進行基準で原価管理が求められつつあり、総合的な原価よりも個別での原価で、また現在では群単位の採算性ライフサイクルを示す商品ライフサイクルマネジメントPLM（Product Lifecycle Management）という観念指標も利用されている。

### 書籍
- Seeley IH.（1998）.建築BOQ第5改訂版、Macmillan ISBN  978-0-333-71972-5
- Seeley IH.（1997）.BOQ練習、第2改訂マクミラン; ISBN 978-0-333-68907-3
- Lee S. Trench W. Willis A.（2005） BOQの要素.10th Edition WileyBlackwell; ISBN 978-1-4051-2563-5
- Ashworth A. Hogg K.（2007）.ウィリスのBOQ 12版エディ版ブラックウェル出版.ISBN 978-1-4051-4578-7